# Gnumeric
Gnumeric is een vrij spreadsheetprogramma dat deel uitmaakt van de desktopomgeving GNOME. Het programma is bedoeld als vrij alternatief voor propriëtaire spreadsheetprogramma's zoals Microsoft Office Excel. Gnumeric is oorspronkelijk gecreëerd en ontwikkeld door Miguel de Icaza, maar hij ging verder met andere projecten; Gnumeric wordt momenteel onderhouden door verschillende vrijwilligers.

## Formaten
Gnumeric is in staat om data in verschillende spreadsheetformaten te importeren en exporteren. De belangrijkste van die formaten zijn Excel, XML, HTML, Applix, Quattro Pro, PlanPerfect, Sylk, DIF (Data Interchange Format), Oleo, SC, Oracle Open Office en Lotus 1-2-3. Het eigen formaat is XML, gecomprimeerd met gzip.

## Functies
Veel andere populaire spreadsheetprogramma's hebben een beperking van 256 kolommen, maar speciale versies van Gnumeric kunnen gecompileerd worden uit de broncode om spreadsheets met meer dan 256 kolommen mogelijk te maken.
Gnumeric bevat alle spreadsheetfuncties van de Noord-Amerikaanse versie van Microsoft Excel en veel functies die uniek zijn voor Gnumeric. Draaitabellen worden nog niet ondersteund maar zijn gepland in volgende versies.
De ontwikkelaars van Gnumeric gaan prat op de nauwkeurigheid van hun software; Gnumeric heeft zijn plekje gevestigd bij mensen die het gebruiken voor statistische analyse en andere wetenschappelijke taken.

## Versies
Gnumeric wordt uitgebracht onder de GPL.
- Gnumeric versies tot en met versie 1.0.x gebruiken GTK+ 1. Gnumeric versie 1.0 verscheen op 31 december 2001.
- Gnumeric versies vanaf 1.1 tot en met 1.4 gebruiken GTK+ 2.
- Gnumeric versie 1.4 was de eerste versie die beschikbaar was voor Windows.
- Gnumeric 1.12.0 verscheen op 19 december 2012.